# Jezioro tektoniczno-polodowcowe
Jezioro tektoniczno-polodowcowe – jezioro polodowcowe uformowane w zagłębieniu terenu pochodzenia tektonicznego (jezioro tektoniczne). Zazwyczaj posiadają dużą powierzchnię i mają dużą głębokość.
Przykład: jezioro Erie, Jezioro Górne.